# Meliphilopsis
Meliphilopsis Roig-Alsina, 1994 — род пчёл, из трибы Emphorini семейства Apidae. Собирательные волоски образуют так называемую корзинку. 

## Распространение
Неотропика: Аргентина.

## Классификация
Известно около 2 видов.
- Meliphilopsis melanandra Roig-Alsina, 1994 typus
- Meliphilopsis ochrandra Roig-Alsina, 1994